# Historia LGBT en Nueva Zelanda
La historia LGBT+ en Nueva Zelanda se refiere a la diversidad de prácticas, militancias y valoraciones culturales sobre sexualidad y géneros disidentes que se desplegaron históricamente en el actual territorio neozelandés.
Las relaciones homosexuales fueron ilegales en Nueva Zelanda bajo la influencia del Imperio británico, y las relaciones entre personas del mismo sexo fueron castigadas con la pena capital, aunque esta nunca se aplicó. Con el tiempo, las leyes evolucionaron, y en 1893 se ampliaron para prohibir cualquier actividad sexual entre hombres, con severas sanciones. Sin embargo, Nueva Zelanda ha avanzado significativamente en el reconocimiento y protección de los derechos LGBT. La sociedad neozelandesa es generalmente abierta y tolerante hacia la comunidad LGBT, con representación en el Parlamento, protección legal de sus derechos y la legalización del matrimonio entre personas del mismo sexo desde 2013. Además, el país cuenta con una activa comunidad LGBT, celebrando festivales anuales de orgullo gay en sus principales ciudades.

## Período precolonial

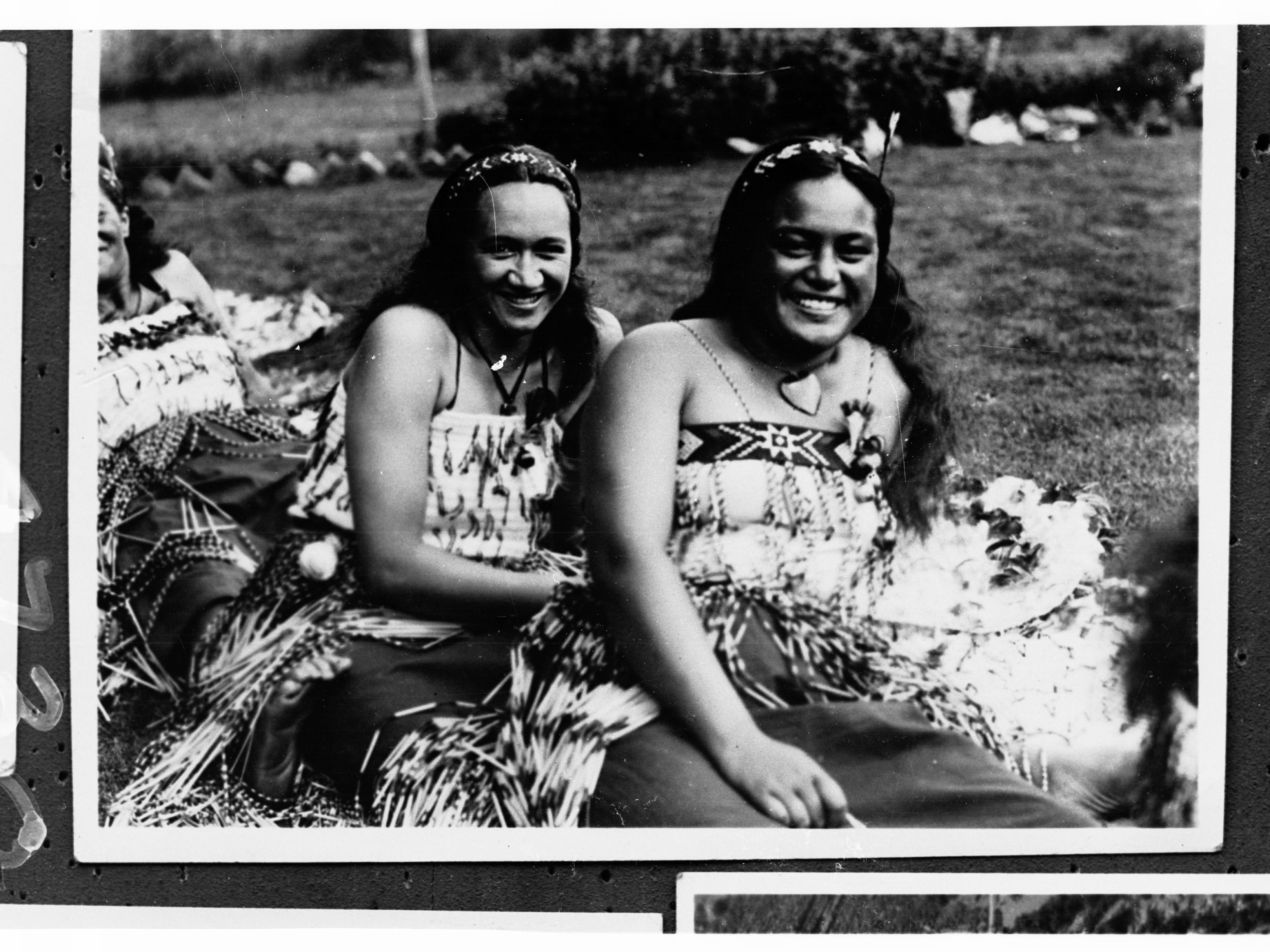
Pareja de mujeres Maoríes. En el período precolonial, las relaciones entre mujeres maoríes no fueron criminalizadas

La palabra en lengua maorí takatāpui se refería históricamente a relaciones significativas entre personas del mismo sexo, pero en terminología moderna abarca la identidad y sexualidad LGBT. La palabra whakawāhine (literalmente, 'convertirse en mujer') describe a aquellos que fueron asignados como hombres al nacer pero son mujeres, mientras que el término tangata ira tāne tiene el significado opuesto, es decir, una persona asignada como mujer al nacer pero es hombre.
La homosexualidad y las relaciones entre personas del mismo sexo, la diversidad de género y las personas con características sexuales diversas han sido documentadas en Aotearoa durante siglos. La académica Elizabeth Kerekere ha descubierto que antes de la imposición de la ley y moral colonial, los takatāpui eran simplemente parte de la whānau [familia]. Las relaciones y actividades entre personas del mismo sexo parecen haber sido aceptables entre los maoríes precoloniales. Algunas historias, como la de Tutanekai y Tiki, se centran en parejas del mismo sexo. Un misionero británico, Richard Davis, encontró que las relaciones homosexuales entre hombres eran una parte familiar de la vida maorí, y aunque las relaciones homosexuales entre mujeres no han sido bien documentadas, ciertamente no fueron condenadas.

## Período colonial
Hay varios ejemplos registrados de colonos conviviendo en relaciones del mismo sexo con los Māori. El caso mejor documentado es el del Reverendo William Yate, un misionero inglés, quien vivió con su compañero durante dos años en la aldea Māori de Waimate, antes de ser expulsado a Inglaterra por su comportamiento homosexual. Su relación parecía ser aceptada por la comunidad Māori, pero fue desaprobada por sus colegas religiosos. Una investigación sobre alegaciones de que Yate había tenido relaciones sexuales con jóvenes Māori muestra que había una actitud más abierta hacia la sexualidad por parte de los Māori. Richard Davis observó que "(ellos) no mostraban vergüenza. Simplemente declaraban que no eran conscientes de ningún pecado en tales prácticas y que Yate no las había iniciado".
Cuando Nueva Zelanda se convirtió en una colonia británica en 1840, se adoptó en su totalidad la ley británica, lo que convirtió a la sodomía en ilegal y un delito capital. En 1893, todas las formas de actividad sexual entre hombres fueron criminalizadas, con penas que incluían prisión, trabajos forzados y flagelación. Sin embargo, los actos sexuales entre mujeres nunca fueron criminalizados.

## Subculturaunderground

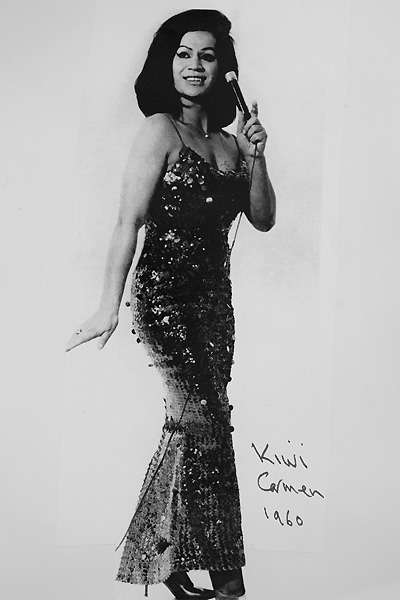
Carmen Rupe en 1960

A pesar de leyes discriminatorias, se desarrolló una pequeña subcultura queer. Los colonos Pākehā en los campos de oro o en áreas rurales eran principalmente hombres, y algunos mantenían relaciones sexuales entre ellos. Sin embargo, a medida que los colonos comenzaron a trasladarse a las ciudades, aumentaron los casos de condenas por actividades homosexuales.
Varios hombres homosexuales estaban involucrados en la subcultura literaria de Nueva Zelanda, incluido Frank Sargeson. Sin embargo, incluso en estos círculos, la homosexualidad no siempre era aceptada.
Ya en la década de 1930, las subculturas queer estaban tan desarrolladas que habían desarrollado un lenguaje compartido, surgido de "elementos del argot de la prisión, el latín de los cerdos, el Polari, el argot gay, el Māori y los dialectos locales", utilizado principalmente por trabajadores sexuales masculinos y mujeres trans. Estas comunidades a menudo se autodenominaban «kamp». Carmen Rupe se identificaba como kamp cuando vivía en Auckland en la década de 1950, y recordaba a las "tres tías" alrededor de las cuales giraba su círculo particular de kamp; Hinemoa y Freda, que eran maoríes, y la tía Mamie, de Rarotonga. Rupe escribe que las tres "se esforzaban mucho y se preparaban con esmero para sus fiestas", quienes eran el centro de esta comunidad.
Además de las fiestas privadas, los lugares de vida nocturna eran una parte clave de estas comunidades. Después del cambio en las leyes de licencias en 1967, Rupe pudo fundar su primer establecimiento famoso, el Carmen's International Coffee Lounge, ubicado en Vivian Street en Wellington. "Carmen's" era un punto de encuentro social para personas de todas las clases sociales, a menudo atraídas por la notoriedad de su propietaria abiertamente trans. Sin embargo, también operaba como un espacio relativamente seguro para personas queer, uno de una serie de establecimientos propiedad de personas trans que apoyaban tanto social como económicamente a las comunidades locales. "The Evergreen" de Chrissy Witoko era otro lugar similar, también en Vivian Street, fundado en 1984. El suyo era conocido como un centro comunitario seguro y también como un centro de apoyo para grupos locales de activistas y defensores de los derechos de homosexuales y lesbianas, y para trabajadores sexuales, antes de la creación del Colectivo de Prostitutas de Nueva Zelanda. A finales de 1971, se formó el club KG (Kamp Girls) para lesbianas en Auckland.

## Activismo y reforma legal
En 1962, se fundó la Dorian Society en Wellington. Un año después, establecieron un subcomité legal, la Asociación Wolfenden, de la cual surgió la Sociedad para la Reforma de la Ley sobre la Homosexualidad. Los intentos de cambiar la ley incluyeron una petición presentada al Parlamento por la Sociedad para la Reforma de la Ley sobre la Homosexualidad en 1968.

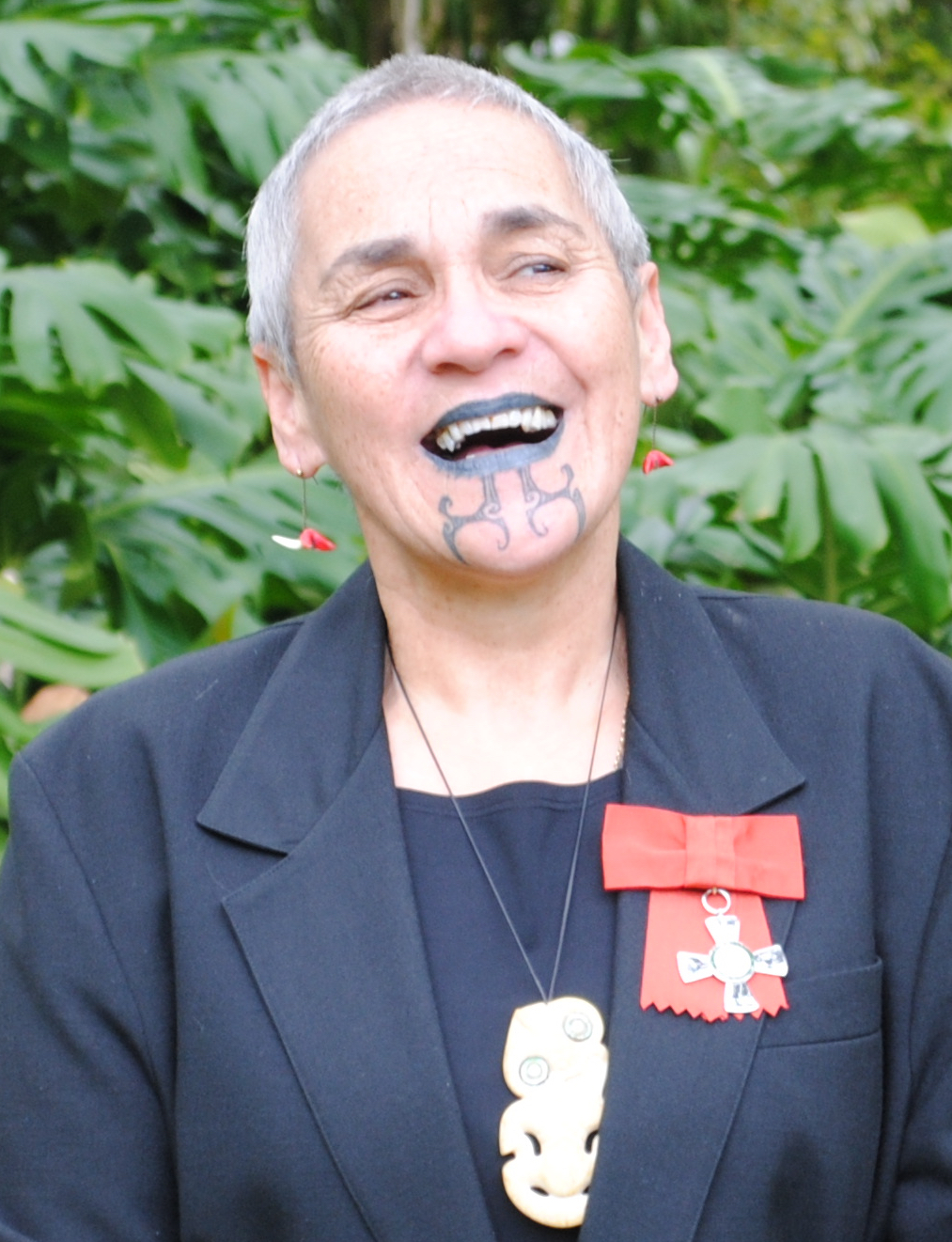
Ngahuia Te Awekotuku, una de las principales impulsoras del movimiento por los derechos LGBT en Nueva Zelanda

La violencia contra gays y lesbianas a menudo era tolerada. En 1964, Charles Aberhart fue golpeado hasta la muerte en el Parque Hagley de Christchurch por un grupo de hombres que afirmaron que él les había hecho proposiciones. Fueron juzgados por asesinato pero encontrados no culpables. Como en muchos países, los homosexuales a menudo eran internados en instituciones mentales y sometidos a 'tratamientos' por lo que se consideraba una enfermedad mental.

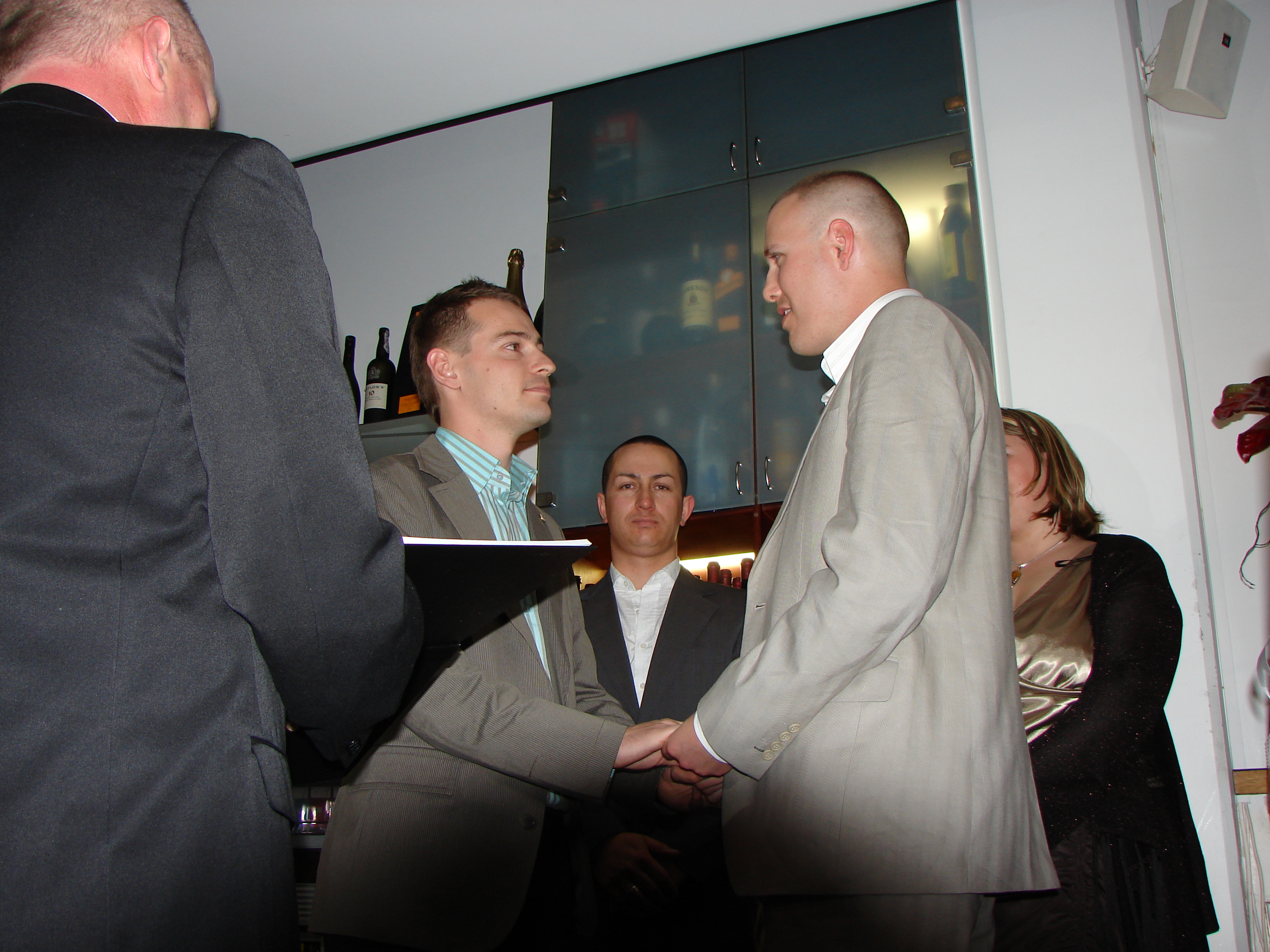
Una ceremonia de unión civil en Wellington en 2006

En 1972, a la académica Ngahuia Te Awekotuku se le negó un permiso de visitante a los Estados Unidos por ser lesbiana. La publicidad en torno al incidente fue un catalizador en la formación de grupos de liberación gay en Wellington, Christchurch y Auckland. Encabezado por Te Awekotuku, el "Día Gay" tuvo lugar en abril de 1972 en Auckland, una de las primeras protestas de acción directa por parte del recién formado Frente de Liberación Gay de Auckland.
También, en 1972, se estableció Hedesthia, la primera organización trans registrada en Nueva Zelanda. Aunque principalmente era un club social, los miembros de Hedesthia fueron pioneros en su labor de defensa, comunicándose con los medios de comunicación y diversas organizaciones comunitarias para educar al público sobre temas trans. La destacada micóloga Gillian F. Laundon fue miembro de Hedesthia, y en 1976 también fundó un grupo derivado llamado TransFormation, que se enfocaba específicamente en apoyar a personas transexuales.
Durante la década de 1970, se produjo el crecimiento de los movimientos feminista y gay modernos en Nueva Zelanda. En 1973, se formó Sisters for Homophile Equality (SHE), un colectivo feminista lesbiano, en Wellington. En diciembre de ese año, SHE comenzó a publicar Circle, que más tarde cambió de nombre a Lesbian Feminist Circle; la revista siguió publicándose hasta 1986. Durante este período, también continuó desarrollándose el activismo trans, con pioneras como Carmen Rupe, quien marcó un hito postulándose para alcalde de Wellington en 1977, y Gillian Laundon, quien en ese mismo año logró con éxito una petición para tener el derecho de utilizar los baños de mujeres en su lugar de trabajo.
Los grupos activistas trans, gays y lesbianas no eran mutuamente excluyentes e involucraban a personas de una amplia gama de antecedentes e identidades, con una significativa intersección entre ellos. Por ejemplo, Hedesthia era miembro oficial de la National Gay Rights Coalition, una organización paraguas creada en 1977 con el objetivo de unir a la diversa comunidad de activistas gays. Suzan Xtabay, coordinadora nacional de Hedesthia, declaró que las personas trans tenían:

(...) la responsabilidad de apoyar a todas las personas gays, porque cualquier ventaja que finalmente se obtenga, arrebatada al sistema, BENEFICIARÁ a todos nosotros... es nuestra causa, TU causa, y ninguno de ustedes debe olvidarlo. Hedesthia TIENE un lugar en el movimiento gay, al igual que TODOS sus miembros.

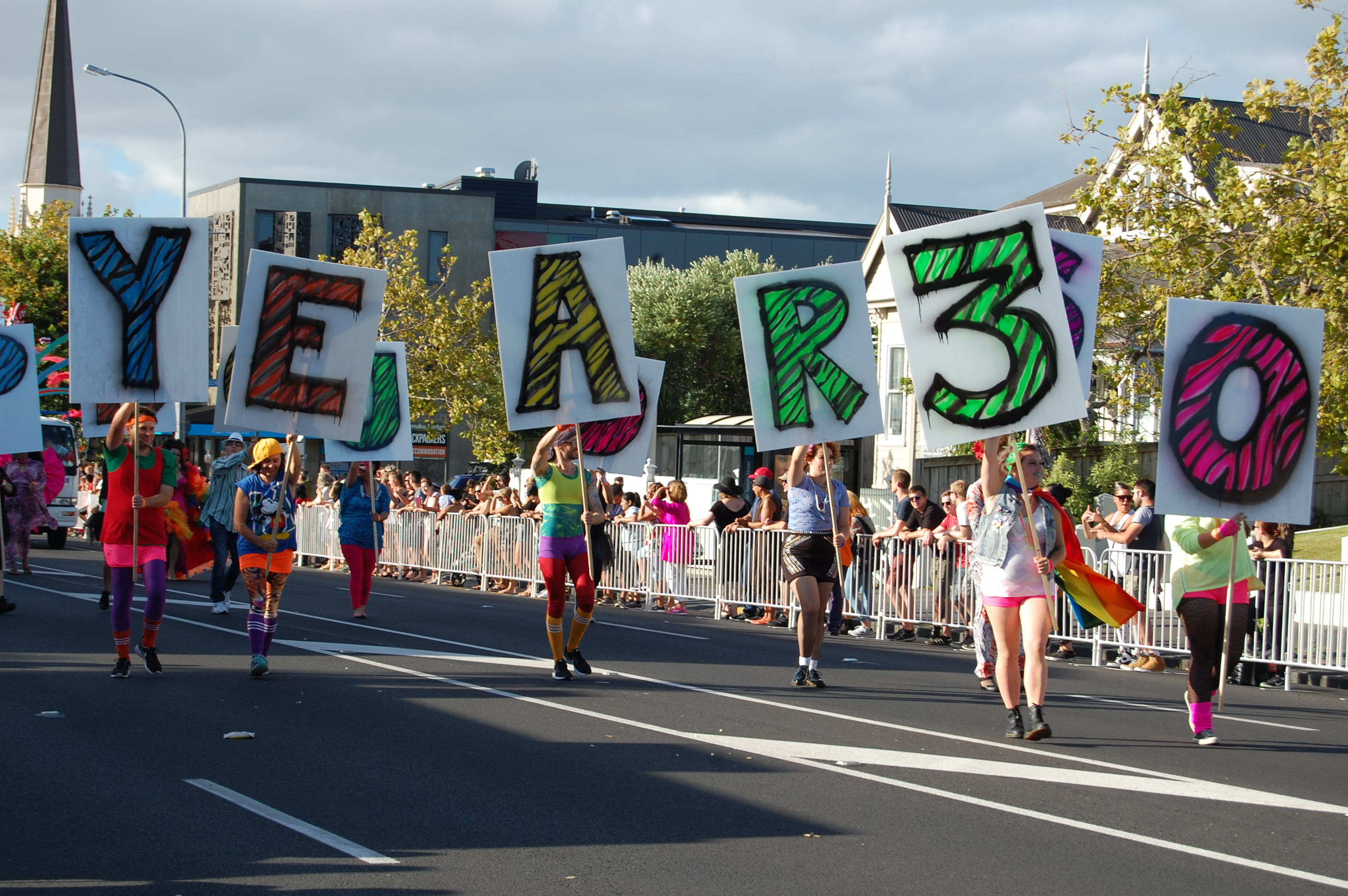
Manifestantes conmemorando el 30 aniversario de la Reforma de ley homosexual de 1986

Después de varios intentos, en 1986 se aprobó la reforma de la Ley Homosexual , despenalizando la actividad sexual entre hombres mayores de 16 años. En 1993, se prohibió la discriminación por motivos de orientación sexual. En 2004, Nueva Zelanda instituyó la unión civil (tanto para parejas del mismo sexo como de sexos opuestos), y en 2013 se legalizó el matrimonio entre personas del mismo sexo.
Nueva Zelanda fue única al aprobar la reforma de la ley sobre homosexualidad en medio de la crisis del SIDA. La Fundación del SIDA de Nueva Zelanda se estableció en 1985.
Los defensores de la reforma argumentaron que eliminar el estigma de la homosexualidad ayudaría a prevenir la propagación y facilitaría el tratamiento de la enfermedad. El SIDA ha afectado principalmente a la comunidad de hombres gays en Nueva Zelanda (desde que se tienen registros en 1985, el 53.7 por ciento de los nuevos casos de VIH se han reportado como adquiridos a través de "contacto homosexual masculino"), y los hombres gays tienen un papel destacado en la recaudación de fondos para el SIDA y en la gestión de organizaciones como la Fundación del SIDA.

## Orgullo LGBT
A partir de 1986, Wellington acogió anualmente una "Feria Lésbica y Gay". Cuando se trasladó a un parque más grande, esta feria cambió su nombre a "Out in the Park". Posteriormente, este evento evolucionó en el Festival del Orgullo de Wellington, que se celebra anualmente. El festival se vincula con el Desfile del Orgullo que comenzó en 2017, continuando con varios desfiles de orgullo celebrados en la década de 1990.
En 1992, se fundó en Auckland uno de los eventos prominentes de orgullo LGBT de Nueva Zelanda, el Desfile Hero. Este evento evolucionó en un festival, y el último Desfile Hero se llevó a cabo en 2001. Sin embargo, el desfile regresó como el Desfile del Orgullo de Auckland en 2013, para luego transformarse en la Marcha del Orgullo de Auckland en 2019.

## Aceptación y celebración
Desde el siglo XXI, la sociedad neozelandesa y sus instituciones muestran una actitud abierta y de aceptación hacia las personas LGBT+, aunque aún existen casos de discriminación. Las parejas del mismo sexo son reconocidas legalmente y tienen los mismos derechos que las parejas heterosexuales en temas migratorios y otros aspectos legales.
Aunque la escena LGBT en Nueva Zelanda es relativamente pequeña a nivel internacional, Auckland destaca como un importante centro con múltiples lugares y festivales dedicados a la comunidad. La ciudad fue calificada como la "15ª ciudad más amigable para la comunidad gay" en el mundo en 2013. Además de Auckland, otras ciudades y pueblos también cuentan con espacios y actividades LGBT.
El uso del internet es común entre hombres gays para conectarse con otras personas, especialmente en áreas donde escasean los lugares específicos para la comunidad. Desde 2005, el sitio web gay.co.nz ha sido el más popular en Nueva Zelanda. Además, se llevan a cabo diversos festivales LGBT en todo el país, como las Pride Weeks en varias ciudades y la celebración del Auckland Pride Festival anualmente desde 2013, el cual es el evento más grande de su tipo en Nueva Zelanda. Asimismo, durante las vacaciones de verano, muchos miembros de la comunidad LGBT participan en campamentos que se convierten en puntos de encuentro para celebrar la diversidad y fortalecer la comunidad.

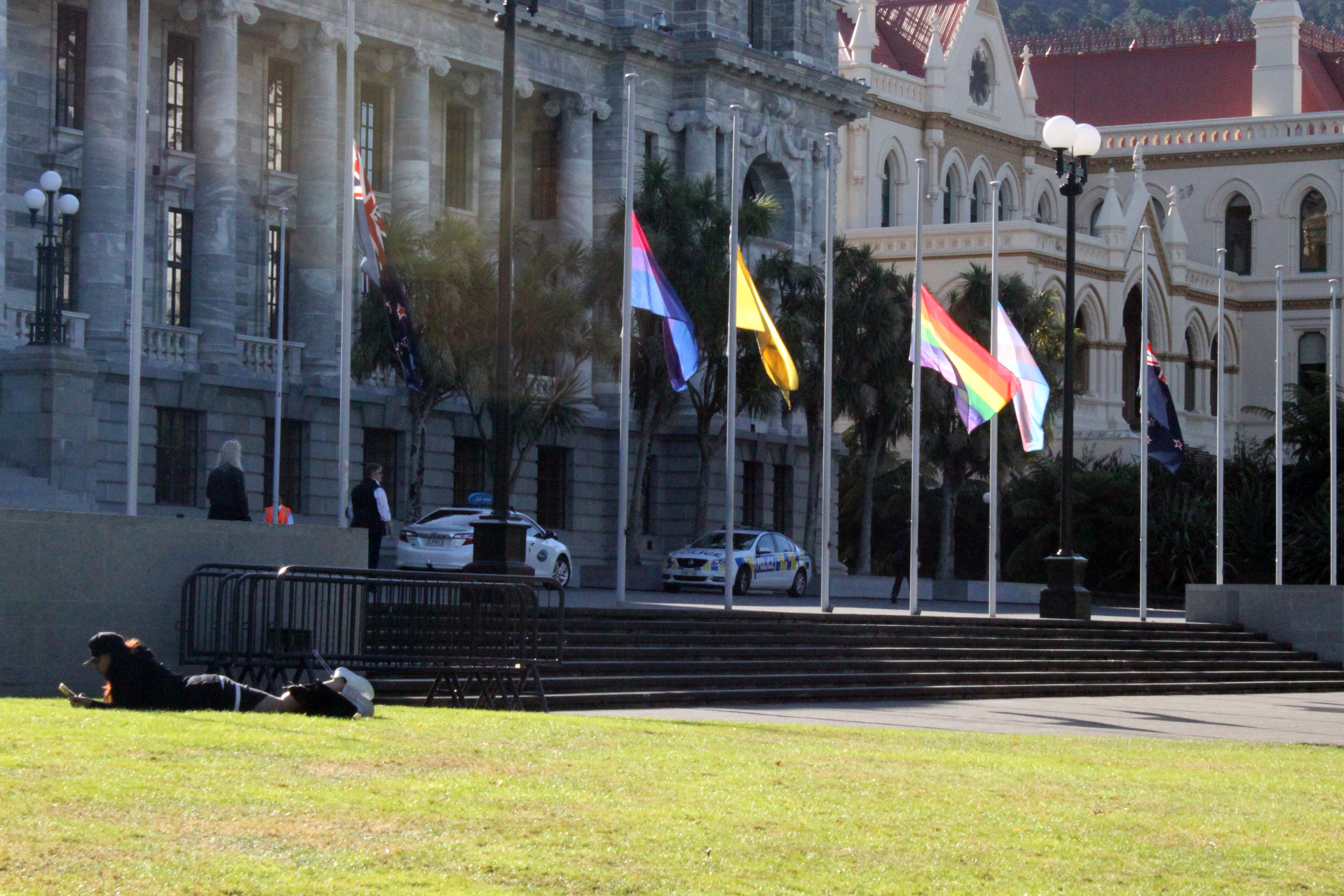
Banderas LGBT junto a la bandera nacional en el Parlamento de Nueva Zelanda al comienzo de la Conferencia Mundial de ILGA 2019. Iban a media asta, en homenaje por los atentados de Christchurch de 2019
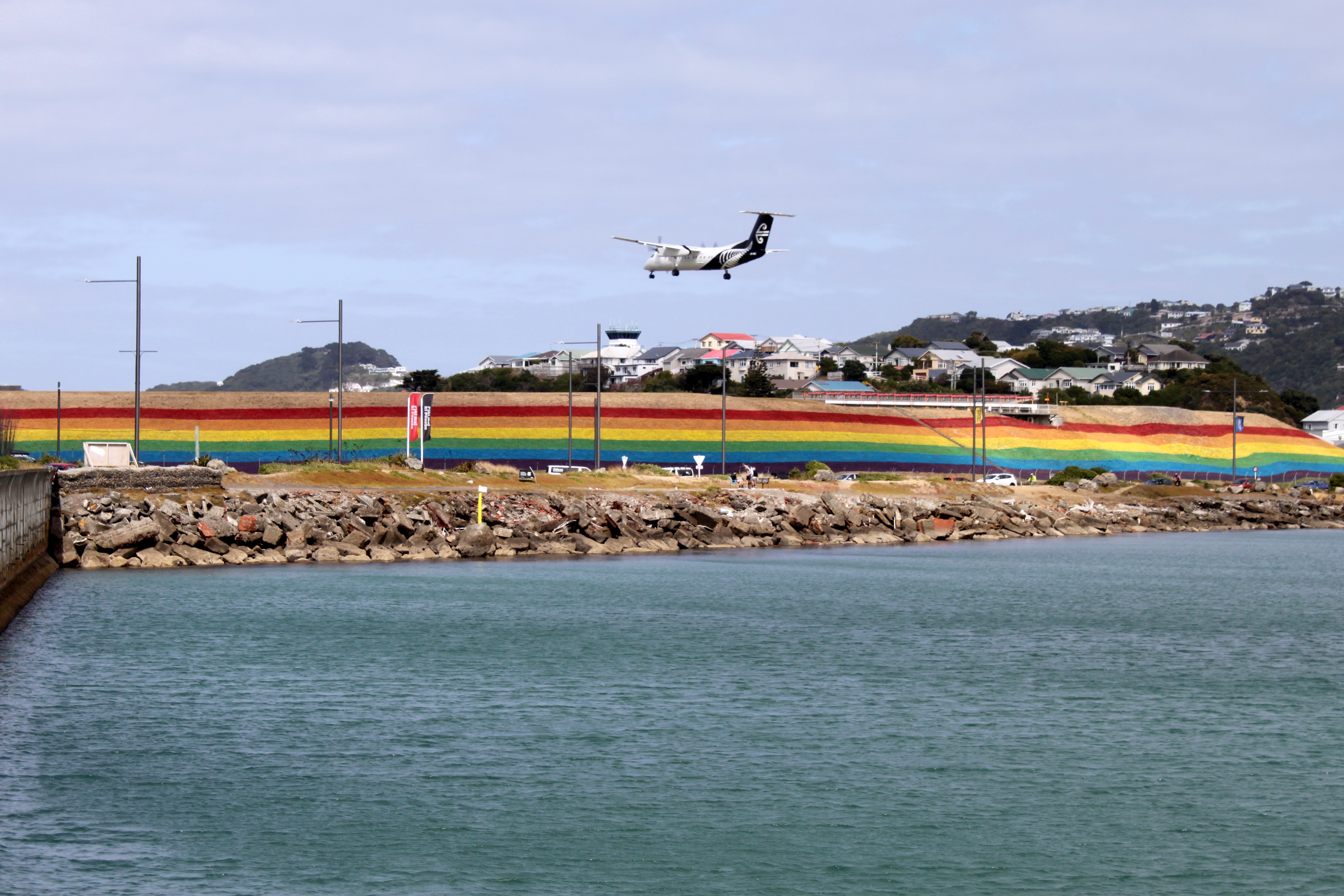
Aeropuerto Internacional de Wellington
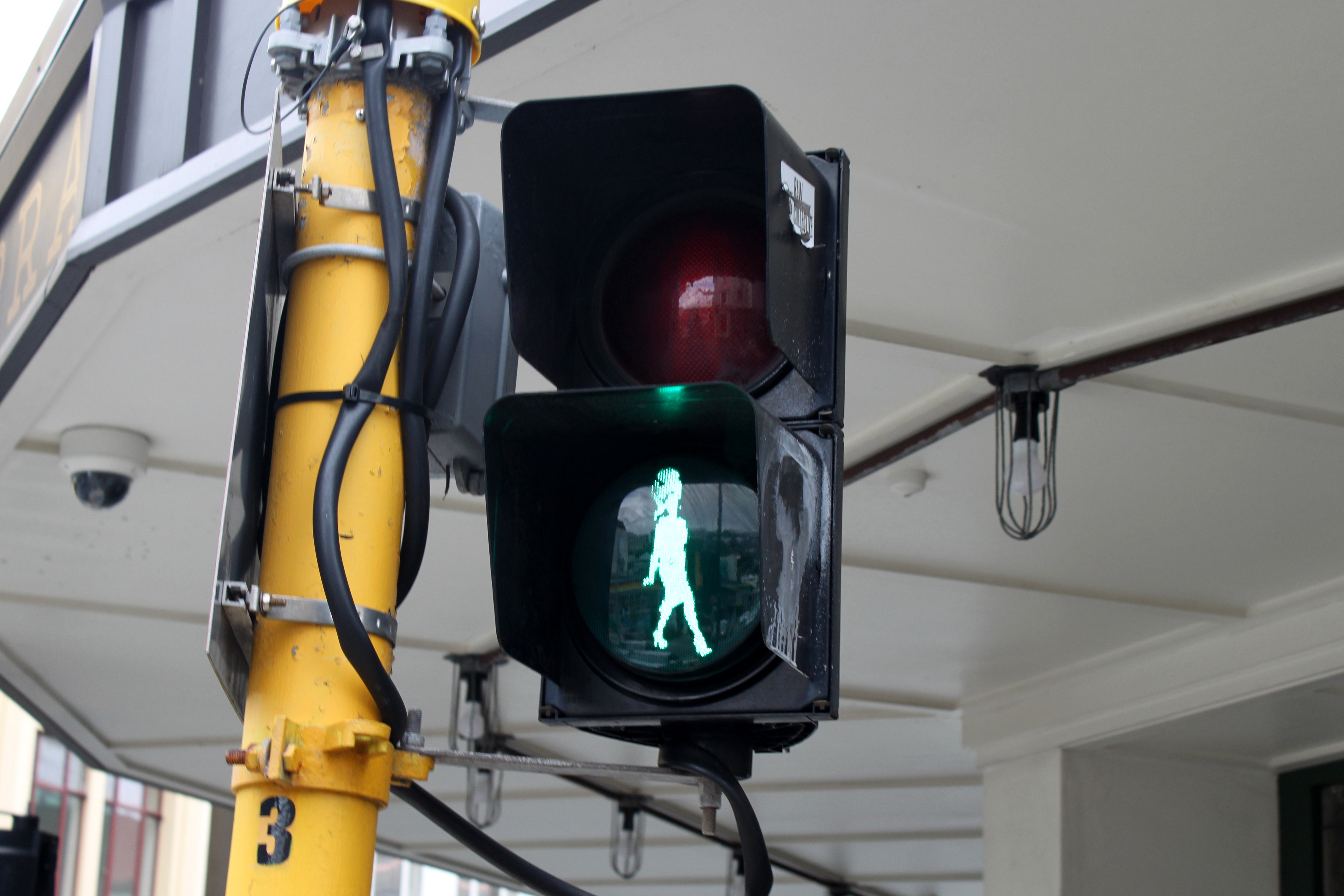
Semáforo de Wellington en homenaje a Carmen Rupe
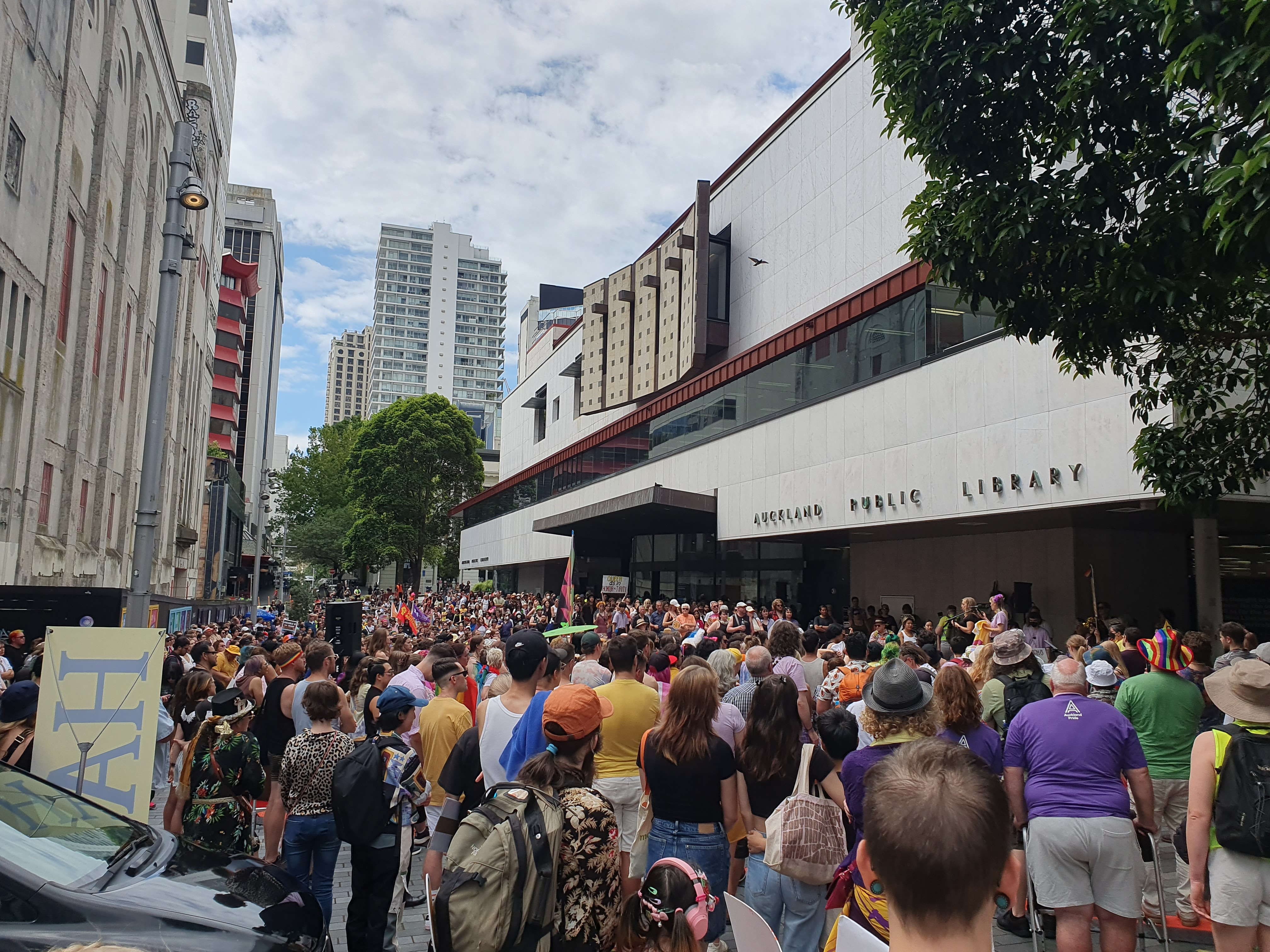
Orgullo de Auckland en 2023